# Proctotrupoidea
Super-famille
Les Proctotrupoidea sont une super-famille d'hyménoptères.

## Présentation
Les Proctotrupoidea et les Chalcidoidea ont en commun les caractères suivants :
- antenne coudée entre scape et pédicelle,
- scape relativement long,
- nervation alaire très réduite.

Chez les Proctotrupoidea, à la différence des Chalcidoidea, le pronotum atteint la tégula.
Les Proctotrupoidea ont également les caractéristiques suivantes :
- pas de prépectus,
- angle net du pronotum,
- jamais d'éclat métallique,
- absence de couleur tranchée : teinte uniforme noire, brunâtre, jaunâtre.

## Familles
Sur le plan taxonomique, la super-famille des Proctotrupoidea est parfois éclatée en deux super-familles :
- Ceraphronoidea qui comprend les familles :	
  - Ceraphronidae
  - Megaspilidae

- Scelionoidea qui comprend les familles :
  - Scelionidae
  - Platygastridae

## Scelionidae
Forme variable de ramassée à allongée, d'une taille variant de 0,5 à 10 mm (1 à 2,5), dépourvue de reflets métalliques mais souvent fortement sculptée. Antenne coudée à 10 à 12 articles, souvent dilatée en massue à l'extrémité, abdomen déprimé, ovipositeur caché.  Aile à nervation réduite. Corps le plus souvent noir, parfois jaune.
- Nervation de l'aile très réduite et caractéristique ,
- antenne attachée immédiatement au-dessus  de la marge dorsale du clypeus,
- gaster aplati dorso-ventralement, avec une suture longitudinale.

- Trois sous-familles : Scelioninae, Teleasinae, Telenominae. 3000 espèces décrites

### Sous-famille Scelioninae
- Tous les tergites du gaster sont pareillement développés.

- Quelques genres : Anadophagus, Baryconus, Macrotellia, Parascelio, Idris, Doddellia, Gryon, Embioctonus

### Sous-famille Telenominae
- Deuxième tergite du gaster plus développé que les autres.

- Quelques genres : Trissolcus, Assolcus, Phanaropsis, Psix, Eumicrosoma, Telenomus

### Biologie
Les Scelionidae sont des parasites oophages, le plus souvent solitaires, d'insectes ou d'araignées. Ils sont généralement assez spécifiques. Quelques-uns sont hyperparasites.
Les Telenominae sont inféodés aux Lépidoptères (genre Telenomus) et aux Hétéroptères (genre Trissolcus). Les Scelio attaquent les œufs d'Orthoptères, Gryon ceux des Hétéroptères. Les Idris et Baeus parasitent les œufs d'araignées. La sous-famille des Telesinae parasite des œufs de Coléoptères. 
Telenomus bini parasite à Madagascar et en Afrique Maliarpha separatella, le foreur blanc du riz (Lepidopera, Pyralidae, Phycitinae). La phorésie (transport du parasitoïde par son hôte) est fréquemment utilisée par ce groupe. Les Scelionides attaquent tous les âges de développement de l'œuf.

### Utilisation enlutte biologique
Scelio pembertoni a été introduit aux îles Hawaï (1948) en vue de lutter contre Oxya japonica japonica (criquet) et s'y est établi.

### Ouvrages
- Masner, L. (1976) Revisionary notes and keys to world genera of Scelionidae (Hymenoptera: Proctotrupoidea). Memoirs of the Entomological Society of Canada 97: 1-87.
- Masner, L. (1979) Pleural morphology in scelionid wasps. (Hymenoptera: Scelionidae) an aid to higher classification. The Canadian Entomologist 111: 1079-1087.
- Masner, L. (1980) Key to Genera of Scelionidae of the holarctic region, with descriptions of new genera and species (Hym., Proctotrupoidea). Memoirs of the Entomological Society of Canada 113: 1-54.